# Hermann Krojanker
Hermann Krojanker (geb. 21. Juli 1885 in Berlin; gest. 21. August 1935 ebenda) war ein deutsch-jüdischer Unternehmer und Schuhfabrikant.

## Leben
Nach dem Besuch des Köllnischen Gymnasiums und einer kaufmännischen Lehre in seiner Heimatstadt volontierte Krojanker in London, Paris und Nancy und trat 1907 in die von seinem Vater Wilhelm geleitete Schuhfabrik „Conrad Tack & Cie. AG“ in Burg bei Magdeburg ein. Nach dessen Tod im Jahre 1924 übernahm er selbst den Posten des Generaldirektors. Bis 1929 war auch sein Bruder Gustav Mitglied des Vorstands.
Bis 1930 baute Krojanker das Filialnetz der Tack AG auf über 130 Filialen in Deutschland aus und unterhielt damit das größte Verkaufsnetz einer Schuhfabrik in Europa.
Krojanker nahm als Vorstandsmitglied der Vereinigung der Berliner Handelsrichter, des Vereins Berliner Kaufleute und Industrieller und des Verbandes deutscher Filialbetriebe eine bedeutende Rolle als Verbandsfunktionär und Lobbyist im deutschen Wirtschaftsleben ein.
Infolge der Weltwirtschaftskrise und nach der Machtergreifung der Nationalsozialisten 1933 verkaufte Krojanker das Unternehmen an seinen größten Lederlieferanten, die Carl Freudenberg GmbH in Weinheim nach Verhandlungen mit dem Personal- und Finanzverantwortlichen Richard Freudenberg. Der Verkauf erbrachte den im Deutschen Reich zu Beginn der NS-Zeit üblichen Erlös. Das Filialnetz wurde unter dem bekannten Namen „Tack“ bis zum Zweiten Weltkrieg auf 140 Verkaufsstellen erweitert.
Krojanker emigrierte zunächst nach Meran, später nach Paris und kehrte 1934 nach Berlin zurück, wo er sich im August 1935 das Leben nahm.